# Lithodraba mendocinensis
Lithodraba mendocinensis là một loài thực vật có hoa trong họ Cải. Loài này được (Hauman) Boelcke mô tả khoa học đầu tiên năm 1952.